# Mettupalayam
Mettupalayam (Tamil: மேட்டுப்பாளையம் Meṭṭuppāḷaiyam [ˈmeːʈːɯpːaːɭaijʌm]) ist eine Stadt im südindischen Bundesstaat Tamil Nadu. Sie liegt im Distrikt Coimbatore am Fuß der Nilgiri-Berge. Die Stadt liegt auf 305 Metern Höhe und wird vom Fluss Bhavani durchflossen. Die nächstgrößere Stadt ist Coimbatore ca. 50 Kilometer südlich. Laut der indischen Volkszählung von 2011 hat Mettupalayam rund 69.000 Einwohner.
Die wichtigsten Verkehrsverbindungen in die Nilgiri-Berge führen über Mettupalayam. Der Bahnhof von Mettupalayam ist Endpunkt einer Breitspurstrecke von Coimbatore und Beginn der Bergeisenbahn Nilgiri Mountain Railway, die nach Udagamandalam führt und dabei auf einer Strecke von 46 Kilometern über 2000 Meter Höhendifferenz überwindet.
69 Prozent der Einwohner Mettupalayams sind Hindus. Daneben gibt es eine größere Minderheit von Muslimen (26 Prozent) und eine kleinere christliche Minderheit (5 Prozent). Die Hauptsprache ist, wie in ganz Tamil Nadu, das Tamil, das von 75 Prozent der Bevölkerung als Muttersprache gesprochen wird. 12 Prozent sprechen Telugu, 8 Prozent Kannada, 4 Prozent Malayalam und 1 Prozent Urdu.

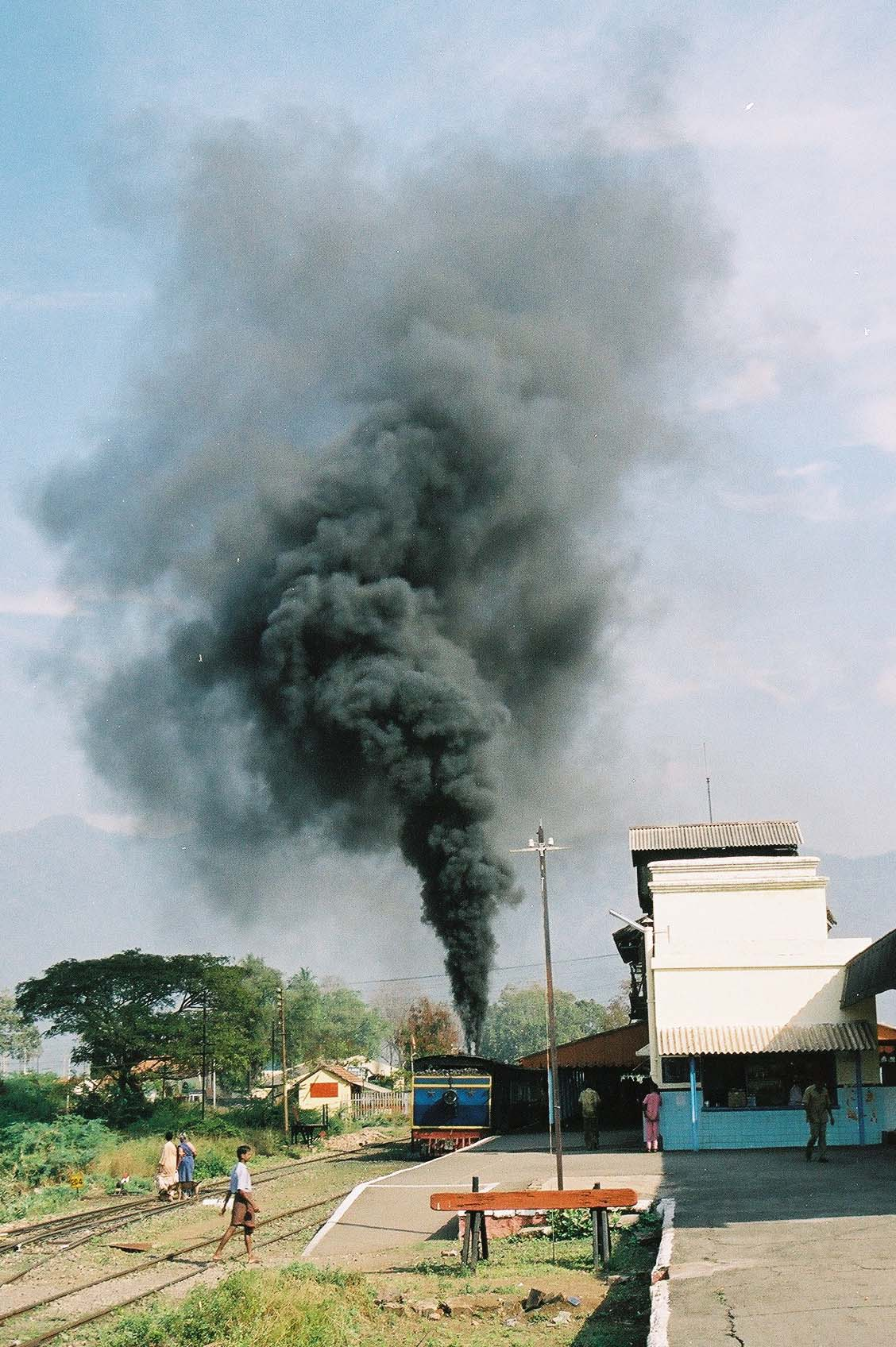
Ein Zug der Nilgiri Mountain Railway verlässt den Bahnhof Mettupalayam